# Katsuhiko Nagata
Katsuhiko Nagata, född 31 oktober 1973 i Togane, Japan, är en japansk brottare som tog OS-silver i lättviktsbrottning i den grekisk-romerska klassen 2000 i Sydney.